# Biały soul

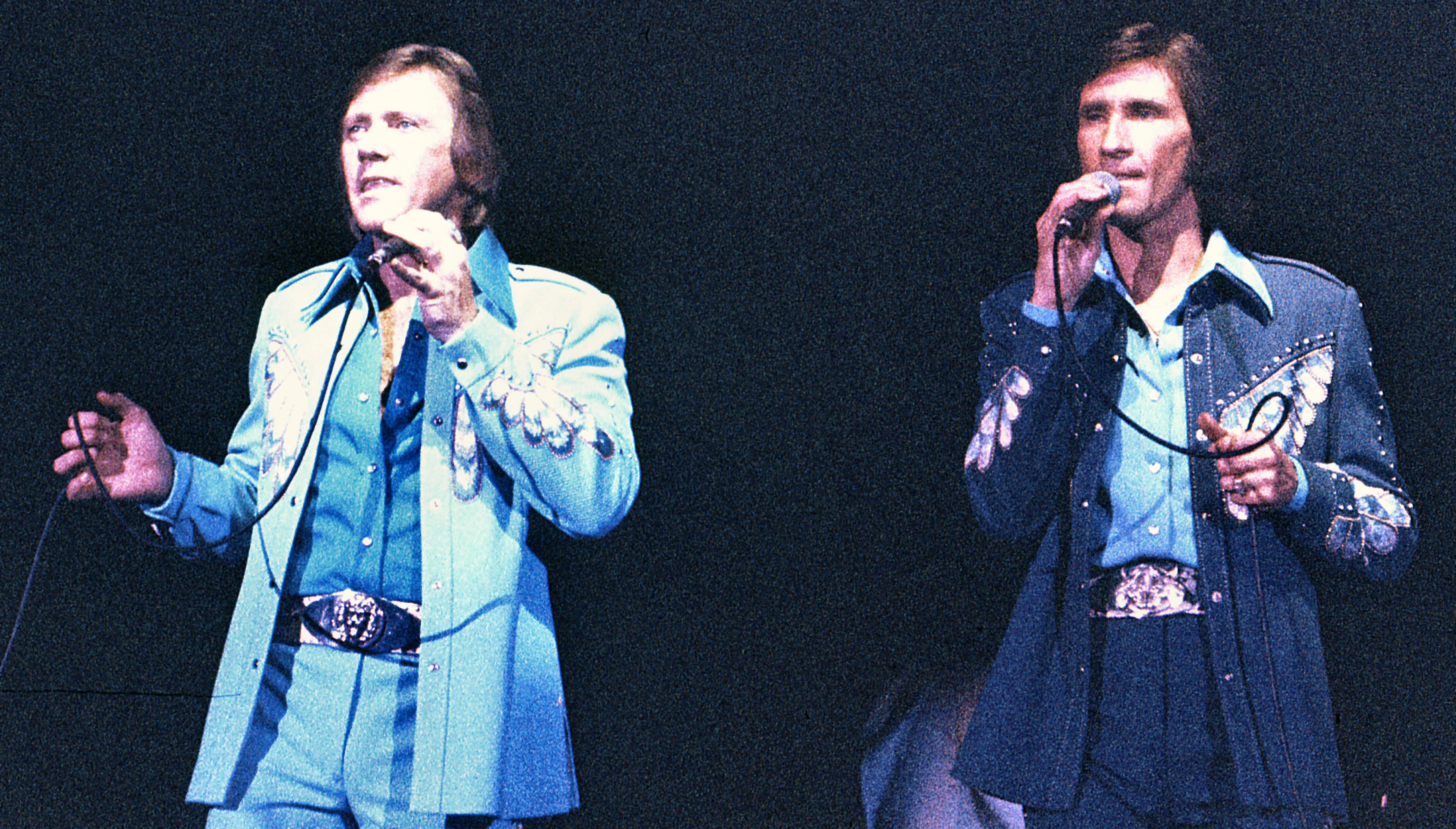
The Righteous Brothers, wykonawcy białego soulu

Biały soul (ang. blue-eyed soul dosł. „niebieskooki soul”) – odmiana muzyki soulowej grana przez białych muzyków i początkowo adresowana do białej publiczności. Biały soul powstał w połowie lat 60. Jako opis muzyki wykonywanej przez białych artystów grających soul i R&B w brzmieniu podobne do wykonawców Motown Records i Stax Records.
W latach 70. i 80. używano tego pojęcia do opisu nowej generacji białych muzyków, którzy adaptowali elementy soulu i R&B do nowych gatunków muzycznych.
George Michael był pierwszym artystą, który spopularyzował biały soul na skalę muzyki pop. Album Michaela Faith był nie tylko na pierwszym miejscu amerykańskiej listy przebojów R&B, ale także zdobył nagrodę American Music Awards za najlepszy album w kategorii Soul/R&B.

## Przedstawiciele białego soulu
| - Christina Aguilera - Anastacia - David Archuleta - Colbie Caillat - Taylor Dayne - Gavin DeGraw - Hall & Oates - Dan Hartman - Taylor Hicks - JoJo - Jordan Knight - Jesse McCartney - John Mayer - Jason Mraz - Robbie Nevil - Stacie Orrico - Bonnie Raitt - David Sanborn - Robin Thicke - Justin Timberlake - Sistars - Dorota Jarema - Gabriella Cilmi - Bee Gees - Sam Sparro | - Adele - The Animals - Rick Astley - David Bowie - Boy George - Culture Club - Duffy - Sheena Easton - Elton John - Tom Jones - Jay Kay - The Human League - Annie Lennox - Level 42 - Paul McCartney - George Michael - James Morrison - Alison Moyet - Robert Palmer - Simply Red - Rod Stewart - Wet Wet Wet - Mina - Zucchero - Nikołaj Noskow - Igor Nikołajew |